# Троицкая церковь (Носовка)
Троицкая церковь — православный храм и памятник архитектуры местного значения в Носовке.

## История
Решением исполкома Черниговского областного совета народных депутатов от 28.04.1987 № 119 присвоен статус памятник архитектуры местного значения с охранным № 39-Чг под названием Троицкая церковь. Установлена информационная доска. 

## Описание
Троицкая церковь — редкий на Черниговщине пример классического тетраконха, другая в таких формах Троицкая церковь построена в 1800 году в Новых Млинах. Построена в 1765 году по заказу М. Я. Лукашевича артелью нежинских мастеров в стиле барокко. В 1811 году была достроена, приобретя черты классицизма. 
Каменный, крестообразный в плане, классического тетраконхового типа — центрический храм с четырёхлепестковым планом: к квадратному внутреннему подкупольному помещению примыкают четыре экседры во всю его высоту — то есть без выраженного во внешних формах объёма четверика (подкупольного помещения). 
Над основным объёмом возвышается восьмигранная башня (восьмерик) под гранёным куполом (изначально полусферическим) с глухим фонариком и главкой. Окна расположены в полукруглых нишах. Экстерьер храма украшен декором, в частности углы, где соединяются экседры, акцентированы спаренными колонами (отголосок дворцовой архитектуры эпохи барокко), над окнами расположены лучковые фронтоны, фасад с пилястрами, восьмигранная башня расчленена лопатками, которые завершаются карнизом. В 1811 году были пристроены ризницы и тамбуры. Вход с колонным портиком, увенчанным треугольным фронтоном, в тимпане которого размещена икона. 
Территория храма ограждена. Возле храма расположена двухъярусная колокольная — четверик на четверике, увенчанный куполом с фонарём и главкой. 